# 14. Międzynarodowy Festiwal Filmowy w Cannes
14. Międzynarodowy Festiwal Filmowy w Cannes odbył się w dniach 3−18 maja 1961 roku. Imprezę otworzył pokaz włoskiego filmu Co za radość żyć w reżyserii René Clémenta.
Jury pod przewodnictwem francuskiego pisarza Jeana Giono przyznało nagrodę główną festiwalu, Złotą Palmę, ex aequo francuskiemu filmowi Tak długa nieobecność w reżyserii Henriego Colpiego oraz hiszpańskiemu filmowi Viridiana w reżyserii Luisa Buñuela.

## Jury Konkursu Głównego
- Jean Giono, francuski pisarz − przewodniczący jury[2]
- Siergiej Jutkiewicz, rosyjski reżyser - wiceprzewodniczący jury
- Pedro Armendáriz, meksykański aktor
- Luigi Chiarini, włoski scenarzysta
- Tonino Delli Colli, włoski operator filmowy
- Claude Mauriac, francuski pisarz
- Édouard Molinaro, francuski reżyser
- Jean Paulhan, francuski pisarz
- Raoul Ploquin, francuski producent filmowy
- Liselotte Pulver, szwajcarska aktorka
- Fred Zinnemann, amerykański reżyser